# Ensley
Ensley és una concentració de població designada pel cens dels Estats Units a l'estat de Florida. Segons el cens del 2000 tenia 18.752 habitants.

## Demografia
Segons el cens del 2000, Ensley tenia 18.752 habitants, 7.533 habitatges, i 5.039 famílies. La densitat de població era de 586,7 habitants/km².
Dels 7.533 habitatges en un 29,9% hi vivien nens de menys de 18 anys, en un 45,9% hi vivien parelles casades, en un 16,5% dones solteres, i en un 33,1% no eren unitats familiars. En el 26,4% dels habitatges hi vivien persones soles el 8,7% de les quals corresponia a persones de 65 anys o més que vivien soles. El nombre mitjà de persones vivint en cada habitatge era de 2,48 i el nombre mitjà de persones que vivien en cada família era de 3.
Per edats la població es repartia de la següent manera: un 25,2% tenia menys de 18 anys, un 9,9% entre 18 i 24, un 29,9% entre 25 i 44, un 22,7% de 45 a 60 i un 12,3% 65 anys o més.
L'edat mediana era de 36 anys. Per cada 100 dones de 18 o més anys hi havia 88,3 homes.
La renda mediana per habitatge era de 30.632 $ i la renda mediana per família de 37.607 $. Els homes tenien una renda mediana de 30.056 $ mentre que les dones 20.667 $. La renda per capita de la població era de 16.245 $. Entorn del 12% de les famílies i el 15,7% de la població estaven per davall del llindar de pobresa.

## Poblacions més properes
El següent diagrama mostra les poblacions més properes.